# Тобинова такса
Џејмс Тобин, добитник Нобелове награде за економију 1981. године, предложио је увођење посебне таксе на све девизне трансакције у свету, која би износила од 0,02% до 1% у зависности од ситуације. Тиме би се годишње сакупило око 300 милијарди америчких долара који би могли да се искористе за смањење сиромаштва у свету. Велике светске силе тј. најбогатије државе света одбиле су да прихвате ову таксу.